# Archiv der Franziskaner in Freiburg (Schweiz)
Das Archiv der Franziskaner in Freiburg (Schweiz) gehört zum Kloster der Franziskaner-Minoriten. Es befindet sich an der Murtengasse 6, im neugebauten Kulturgüterschutzraum. Den Benutzern steht ein moderner Leseraum zur Verfügung.

## Geschichte
Der Grundstein zur ersten Franziskanerniederlassung in der Stadt Freiburg wurde von Jacques von Riggisberg, Bürger von Freiburg, in seinem Testament von 1256 gelegt: Er vermachte den Franziskanern der Oberdeutschen (Straßburger) Franziskanerprovinz Argentina sein Grundstück neben der Liebfrauenkirche samt Gebäude unter der Bedingung, dass eine Kirche und ein Kloster innerhalb von drei Jahren erbaut werden. Brüder des Konvents in Basel nahmen die Schenkung entgegen.
Im 15. Jahrhundert zählten Gelehrte und Künstler, welche wertvolle Handschriften und Kunstwerke von Bedeutung schufen, zum Konvent der Franziskaner. In dieser Zeit richteten die Hausoberen eine Bibliothek ein, die dem Studium und der Ausbildung der Klosterangehörigen diente. Die erste grössere Büchersammlung stammt von Friedrich von Amberg († 1432), von der 18 Bände erhalten sind. Er schob auch die Einrichtung einer Kopierwerkstatt und einer Buchbinderei an. In dieser arbeiteten Franziskaner von 1460 bis Ende des 16. Jahrhunderts. Dazu kommen Bücher von Conrad Grütsch und vor allem von Jean Jolly, aus dessen Besitz noch 31 Handschriften und zahlreiche Inkunabeln überliefert sind. Das Franziskanerkloster unterhielt im 15. Jahrhundert die älteste und reichste Bibliothek der Stadt Freiburg.
Das Archiv und die Bibliothek sind seit 2014 in dem neugebauten Kulturgüterschutzraum neben dem Haus Père Girard untergebracht. Für die Benutzer steht seit 2014 ein moderner Lesesaal zur Verfügung.

## Bestände des Archivs und der Bibliothek
Das Archiv des Konvents enthält 344 Pergamenturkunden und Bücher und Akten zur Geschichte des Franziskanerklosters Freiburg seit der Gründung 1256. Ferner dokumentiert das Archiv des Generalkommissariats bzw. der schweizerischen Provinz (1972–2002), der Generaldelegation (2002–2012) und das Archiv der Kustodie Österreich-Schweiz die übergeordneten Institutionen der Schweizer Klöster der Franziskaner-Minoriten im 20. und 21. Jahrhundert.
Die alte Bibliothek enthält 90 mittelalterliche und etwa 100 nachmittelalterliche Handschriften, dazu 136 Inkunabeln und 80 Postinkunabeln (Drucke von 1500–1550). Diese Sammlung ist ein bedeutendes Beispiel in Europa für eine Bibliothek in einem Bettelorden und spiegelt den jeweiligen Stand der philosophischen und theologischen Literatur.
Die sogenannte grosse Konventsbibliothek umfasst 35'000 Bände ab 1550, davon 10'000 Bände vor 1900. Diese Bibliothek ist als assoziierte Bibliothek dem Bibliotheksverbund RERO (Résau de la Romandie: Reseau des bibliothèques de Suisse romande) angeschlossen.
Das Kloster, sein Archiv und die Bibliothek stellen gemäss A-Objekten des KGS-Inventars ein Kulturgut von nationaler Bedeutung dar.
Seit 1979 ist eine auf Handschriften, frühe Druckwerke und Grafiken spezialisierte Restaurierungswerkstatt im Franziskanerkloster in Betrieb.